# Општина Санто Доминго Тевантепек (Оахака)
Санто Доминго Тевантепек (шп. Santo Domingo Tehuantepec) општина је у Мексику у савезној држави Оахака. Општина се налази на надморској висини од 50 м.

## Становништво
Према подацима из 2010. у општини је живело 61872 становника.

### Хронологија
| Година       | 2000                  | 2005                  | 2010                  |
| ------------ | --------------------- | --------------------- | --------------------- |
| Становништво | 53229 (25914 / 27315) | 57163 (27724 / 29439) | 61872 (30124 / 31748) |

### Попис
| \| \| м \| \| \| ж \| \| 0—2 \| 1.646 \| \| \| 1.605 \| \| 3—5 \| 1.908 \| \| \| 1.739 \| \| 6—11 \| 3.669 \| \| \| 3.544 \| \| 12—14 \| 1.797 \| \| \| 1.778 \| \| 15—17 \| 1.861 \| \| \| 1.930 \| \| 18—24 \| 3.588 \| \| \| 3.757 \| \| 60+ \| 2.933 \| \| \| 3.189 \| \| Просек : \| 29,2 \| \| \| 30,2 \| |       |  |  |       |
| |       |  |  |       |
| | м     |  |  | ж     |
| 0—2 | 1.646 |  |  | 1.605 |
| 3—5 | 1.908 |  |  | 1.739 |
| 6—11 | 3.669 |  |  | 3.544 |
| 12—14 | 1.797 |  |  | 1.778 |
| 15—17 | 1.861 |  |  | 1.930 |
| 18—24 | 3.588 |  |  | 3.757 |
| 60+ | 2.933 |  |  | 3.189 |
| Просек : | 29,2  |  |  | 30,2  |

| #   | Индикатор                                                                                        | Вредност |
| --- | ------------------------------------------------------------------------------------------------ | -------- |
| 1   | Становништво од 0 до 2 године                                                                    | 3251     |
| 2   | Мушко становништво од 0 до 2 године                                                              | 1646     |
| 3   | Женско становништво од 0 до 2 године                                                             | 1605     |
| 4   | Становништво са 3 и више година                                                                  | 58187    |
| 5   | Мушко становништво са 3 и више година                                                            | 28259    |
| 6   | Женско становништво са 3 и више година                                                           | 29928    |
| 7   | Становништво са 5 и више година                                                                  | 55713    |
| 8   | Мушко становништво са 5 и више година                                                            | 26983    |
| 9   | Женско становништво са 5 и више година                                                           | 28730    |
| 10  | Становништво са 12 и више година                                                                 | 47327    |
| 11  | Мушко становништво са 12 и више година                                                           | 22682    |
| 12  | Женско становништво са 12 и више година                                                          | 24645    |
| 13  | Становништво са 15 и више година                                                                 | 43752    |
| 14  | Мушко становништво са 15 и више година                                                           | 20885    |
| 15  | Женско становништво са 15 и више година                                                          | 22867    |
| 16  | Становништво са 18 и више година                                                                 | 39961    |
| 17  | Мушко становништво са 18 и више година                                                           | 19024    |
| 18  | Женско становништво са 18 и више година                                                          | 20937    |
| 19  | Становништво од 3 до 5 година                                                                    | 3647     |
| 20  | Мушко становништво од 3 до 5 година                                                              | 1908     |
| 21  | Женско становништво од 3 до 5 година                                                             | 1739     |
| 22  | Становништво од 6 до 11 година                                                                   | 7213     |
| 23  | Мушко становништво од 6 до 11 година                                                             | 3669     |
| 24  | Женско становништво од 6 до 11 година                                                            | 3544     |
| 25  | Становништво од 8 до 14 година                                                                   | 8369     |
| 26  | Мушко становништво од 8 до 14 година                                                             | 4252     |
| 27  | Женско становништво од 8 до 14 година                                                            | 4117     |
| 28  | Становништво од 12 до 14 година                                                                  | 3575     |
| 29  | Мушко становништво од 12 до 14 година                                                            | 1797     |
| 30  | Женско становништво од 12 до 14 година                                                           | 1778     |
| 31  | Становништво од 15 до 17 година                                                                  | 3791     |
| 32  | Мушко становништво од 15 до 17 година                                                            | 1861     |
| 33  | Женско становништво од 15 до 17 година                                                           | 1930     |
| 34  | Становништво од 18 до 24 године                                                                  | 7345     |
| 35  | Мушко становништво од 18 до 24 године                                                            | 3588     |
| 36  | Женско становништво од 18 до 24 године                                                           | 3757     |
| 37  | Женско становништво од 15 до 49 година                                                           | 16801    |
| 38  | Становништво са 60 и више година                                                                 | 6122     |
| 39  | Мушко становништво са 60 и више година                                                           | 2933     |
| 40  | Женско становништво са 60 и више година                                                          | 3189     |
| 41  | Однос између мушкараца и жена                                                                    | 94.88    |
| 42  | Становништво од нуле до 14 година                                                                | 17686    |
| 43  | Становништво од 15 до 64 године                                                                  | 39518    |
| 44  | Становништво од 65 година и више                                                                 | 4234     |
| 45  | Просечан број деце                                                                               | 2.42     |
| 46  | Становништво рођено у ентитету                                                                   | 56988    |
| 47  | Мушко становништво рођено у ентитету                                                             | 27678    |
| 48  | Женско становништво рођено у ентитету                                                            | 29310    |
| 49  | Становништво рођено у другом ентитету                                                            | 4260     |
| 50  | Мушко становништво рођено у другом ентитету                                                      | 2130     |
| 51  | Женско становништво рођено у другом ентитету                                                     | 2130     |
| 52  | Становништво од 5 година и више резидентно у ентитету у јуну 2005. године                        | 53427    |
| 53  | Мушко становништво старосног доба од 5 година и више, резидентно у ентитету у јуну 2005. године  | 25721    |
| 54  | Женско становништво старосног доба од 5 и више година, резидентно у ентитету у јуну 2005. године | 27706    |
| 55  | Становништво од 5 година и више које је живело у другом ентитету у јуну 2005. године             | 1846     |
| 56  | Мушко становништво старије од 5 година које је живело у другом ентитету у јуну 2005. године      | 964      |
| 57  | Женско становништво старије од 5 година које је живело у другом ентитету у јуну 2005. године     | 882      |
| 58  | Становништво од 3 године и више које говори аутохтони језик                                      | 5550     |
| 59  | Мушко становништво старо 3 године и више које говори аутохтони језик                             | 2738     |
| 60  | Женско становништво старо 3 године и више које говори аутохтони језик                            | 2812     |
| 61  | Становништво од 3 године и више које говори аутохтони језик и не говори шпански језик            | 99       |
| 62  | Мушко становништво старо 3 године и више које говори аутохтони језик и не говори шпански         | 37       |
| 63  | Женско становништво старо 3 године и више које говори аутохтони језик и не говори шпански језик  | 62       |
| 64  | Становништво старо 3 године и више које говори аутохтони језик и шпански                         | 5277     |
| 65  | Мушко становништво старо 3 године и више које говори аутохтони језик и шпански                   | 2621     |
| 66  | Женско становништво старо 3 године и више које говори аутохтони језик и шпански                  | 2656     |
| 67  | Становништво од 5 година и више које говори аутохтони језик                                      | 5517     |
| 68  | Становништво од 5 година и више које говори аутохтони језик и не говори шпански језик            | 97       |
| 69  | Становништво од 5 година и више које говори аутохтони језик и говори шпански језик               | 5249     |
| 70  | Становништво у домородачким домаћинствима                                                        | 11898    |
| 71  | Становништво са ограничењима у активностима                                                      | 2727     |
| 72  | Становништво са ограниченим ходањем или кретањем, горе или доле                                  | 1477     |
| 73  | Становници са ограничењима вида, чак и уз кориштење сочива                                       | 805      |
| 74  | Становништво са ограничењима говора, комуникације или конверзације                               | 249      |
| 75  | Становништво са ограниченим слухом                                                               | 278      |
| 76  | Становништво са ограничењима при одевању, купању или јелу                                        | 108      |
| 77  | Становништво са ограничењима у опажању или учењу једноставних ствари                             | 90       |
| 78  | Становништво са менталним ограничењима                                                           | 254      |
| 79  | Становништво без ограничења активности                                                           | 58460    |
| 80  | Становништво од 3 до 5 година које не похађа школу                                               | 1440     |
| 81  | Мушко становништво од 3 до 5 година које не похађа школу                                         | 733      |
| 82  | Женско становништво од 3 до 5 година које не похађа школу                                        | 707      |
| 83  | Становништво од 6 до 11 година које не похађа школу                                              | 211      |
| 84  | Мушко становништво од 6 до 11 година које не похађа школу                                        | 120      |
| 85  | Женско становништво од 6 до 11 година које не похађа школу                                       | 91       |
| 86  | Становништво од 12 до 14 година које не похађа школу                                             | 213      |
| 87  | Мушко становништво од 12 до 14 година које не похађа школу                                       | 126      |
| 88  | Женско становништво од 12 до 14 година које не похађа школу                                      | 87       |
| 89  | Становништво од 15 до 17 година похађа школу                                                     | 2770     |
| 90  | Мушко становништво од 15 до 17 година похађа школу                                               | 1320     |
| 91  | Женско становништво између 15 и 17 година живота у школи                                         | 1450     |
| 92  | Становништво од 18 до 24 године похађа школу                                                     | 2217     |
| 93  | Мушко становништво од 18 до 24 године похађа школу                                               | 1135     |
| 94  | Женско становништво од 18 до 24 године похађа школу                                              | 1082     |
| 95  | Становништво од 8 до 14 година које не може да чита и пише                                       | 357      |
| 96  | Мушко становништво старосног доба од 8 до 14 година које не може да чита и пише                  | 202      |
| 97  | Женско становништво старосног доби од 8 до 14 година које не може да чита и пише                 | 155      |
| 98  | Становништво од 15 година и више које је неписмено                                               | 5104     |
| 99  | Мушко становништво од 15 година и више које је неписмено                                         | 1744     |
| 100 | Женско становништво од 15 година и више које је неписмено                                        | 3360     |
| 101 | Становништво старо 15 и више година без школовања                                                | 5007     |
| 102 | Мушко становништво старо 15 и више година без школовања                                          | 1840     |
| 103 | Женско становништво старо 15 и више година без школовања                                         | 3167     |
| 104 | Становништво старосног доба 15 и више година са непотпуним основним образовањем                  | 6324     |
| 105 | Мушко становништво старосног доба од 15 година и више са непотпуном основним образовањем         | 2867     |
| 106 | Женско становништво старосног доба 15 и више година са непотпуном основним образовањем           | 3457     |
| 107 | Становништво старо 15 и више година са комплетним основним образовањем                           | 7019     |
| 108 | Мушко становништво старо 15 година и више са комплетним основним образовањем                     | 3240     |
| 109 | Женско становништво старо 15 и више година са комплетним основним образовањем                    | 3779     |
| 110 | Становништво старосног доба 15 и више година са непотпуним средњим образовањем                   | 2272     |
| 111 | Мушко становништво старосног доба од 15 година и више са непотпуним средњим образовањем          | 1216     |
| 112 | Женско становништво старосног доба од 15 година и више са непотпуним средњим образовањем         | 1056     |
| 113 | Становништво старо 15 и више година са пуним секундарном образовањем                             | 8832     |
| 114 | Мушко становништво старосног доба од 15 година и више са пуним секундарном образовањем           | 4346     |
| 115 | Женско становништво старосног доба од 15 година и више са пуним секундарном образовањем          | 4486     |
| 116 | Становништво старије од 18 година са постосновним образовањем                                    | 13036    |
| 117 | Мушко становништво старије од 18 година са постосновним образовањем                              | 6810     |
| 118 | Женско становништво старије од 18 година са постосновним образовањем                             | 6226     |
| 119 | Просечна оцена школовања                                                                         | 7.9      |
| 120 | Просечан ниво образовања мушке популације                                                        | 8.35     |
| 121 | Просечан ниво образовања женског становништва                                                    | 7.5      |
| 122 | Економски активно становништво                                                                   | 23681    |
| 123 | Економски активна мушка популација                                                               | 16368    |
| 124 | Економски активна женска популација                                                              | 7313     |
| 125 | Становништво које није економски активно                                                         | 23439    |
| 126 | Мушко становништво које није економски активно                                                   | 6196     |
| 127 | Женско становништво које није економски активно                                                  | 17243    |
| 128 | Запослено становништво                                                                           | 22513    |
| 129 | Запослено мушко становништво                                                                     | 15394    |
| 130 | Запослено женско становништво                                                                    | 7119     |
| 131 | Незапослена популација                                                                           | 1168     |
| 132 | Незапослена мушка популација                                                                     | 974      |
| 133 | Незапослена женска популација                                                                    | 194      |
| 134 | Становништво без права на здравствене услуге                                                     | 19916    |
| 135 | Становништво које има право на здравствене услуге                                                | 41452    |
| 136 | Становништво које има право на ИМСС                                                              | 8055     |
| 137 | Становништво које има право на социјално осигурање                                               | 5579     |
| 138 | Становништво које има право на државно социјално осигурање                                       | 57       |
| 139 | Становништво које има право на опште осигурање или здравствено осигурање за нову генерацију      | 22569    |
| 140 | Становништво које је било једном или није било у браку током 12 година и више                    | 16384    |
| 141 | Венчано или уједињено становништво од 12 година и више                                           | 26139    |
| 142 | Становништво које је било у браку или уједињено 12 година и више                                 | 4767     |
| 143 | Становништво са католичком религијом                                                             | 45973    |
| 144 | Протестанти, еванђелисти и библијски следбеници различити од еванђелиста                         | 9874     |
| 145 | Становништво са другим религијама различитим од претходних                                       | 34       |
| 146 | Становништво без религије                                                                        | 5265     |
| 147 | Укупно пописаних домаћинства                                                                     | 15924    |
| 148 | Пописна домаћинства на челу са мушкарцима                                                        | 11772    |
| 149 | Пописна домаћинства на челу са женама                                                            | 4152     |
| 150 | Становништво у пописним домаћинствима                                                            | 61019    |
| 151 | Становништво у пописним домаћинствима на челу са мушкарцима                                      | 47293    |
| 152 | Становништво у пописним домаћинствима на челу са женама                                          | 13726    |
| 153 | Укупно домаћинстава                                                                              | 20198    |
| 154 | Укупно насељених домаћинстава                                                                    | 16071    |
| 155 | Укупно приватних кућа                                                                            | 20051    |
| 156 | Насељени приватни домови                                                                         | 15924    |
| 157 | Укупно насељених приватних кућа                                                                  | 16066    |
| 158 | Ненасељене приватне куће                                                                         | 2907     |
| 159 | Појединачна домаћинства за привремену употребу                                                   | 1220     |
| 160 | Становници у насељеним приватним кућама                                                          | 61019    |
| 161 | Насељеност станара у приватним становима                                                         | 3.83     |
| 162 | Просечно становника по соби у приватним насељеним домаћинствима                                  | 1.31     |
| 163 | Појединачна домаћинства са подовима од различитих материјала од земље                            | 13031    |
| 164 | Појединачна домаћинства у приземљу                                                               | 2855     |
| 165 | Појединачна домаћинства са једном спаваћом собом                                                 | 7851     |
| 166 | Појединачна домаћинства са две спаваће собе и више                                               | 8028     |
| 167 | Појединачна домаћинства са једним собом                                                          | 2638     |
| 168 | Појединачна домаћинства са две собе                                                              | 4366     |
| 169 | Појединачна домаћинства са 3 собе и више                                                         | 8861     |
| 170 | Појединачна домаћинства која имају електрично светло                                             | 15236    |
| 171 | Појединачна домаћинства која немају електрично светло                                            | 655      |
| 172 | Појединачна домаћинства која имају водоводну воду у стамбеном простору                           | 14240    |
| 173 | Појединачна домаћинства која немају водоводну воду у стамбеном простору                          | 1638     |
| 174 | Појединачна домаћинства која имају тоалет                                                        | 15005    |
| 175 | Појединачна домаћинства која имају канализацију                                                  | 14873    |
| 176 | Појединачна домаћинства која немају канализацију                                                 | 985      |
| 177 | Појединачна домаћинства која имају електрично светло, довод воде из јавне мреже и канализацију   | 13468    |
| 178 | Појединачна домаћинства без икаквих услова                                                       | 1009     |
| 179 | Појединачна домаћинства која имају радио                                                         | 11570    |
| 180 | Појединачна домаћинства која имају телевизор                                                     | 13438    |
| 181 | Појединачна домаћинства која имају фрижидер                                                      | 11982    |
| 182 | Појединачна домаћинства која имају машину за веш                                                 | 8101     |
| 183 | Појединачна домаћинства која имају аутомобил или комби                                           | 3717     |
| 184 | Појединачна домаћинства која имају рачунар                                                       | 2591     |
| 185 | Појединачна домаћинства која имају фиксну телефонску линију                                      | 2649     |
| 186 | Појединачна домаћинства која имају мобилни телефон                                               | 9193     |
| 187 | Појединачна домаћинства која имају приступ интернету                                             | 1213     |